# Brama Koszar de Vaux w Montbrison
Brama Koszar de Vaux w Montbrison – wzniesiona w XVIII wieku. Od 1927 roku posiada status monument historique, w kategorii classé (zabytek o znaczeniu krajowym).

## Lokalizacja
Brama jest zlokalizowana jest przy 2 Place des Comtes de Forez w miejscowości Montbrison, w departamencie Loara, w regionie Owernia-Rodan-Alpy.

## Historia
Budowa Koszar de Vaux w Montbrison rozpoczęła się w 1730 roku. Nazwano je imieniem marszałka Francji Noëla Jourda de Vaux. W czasach Cesarstwa w koszarach byli przetrzymywani Hiszpanie, wzięci do niewoli przez armię Napoleona Bonaparte podczas wojen na Półwyspie Iberyjskim. Montbrison było garnizonem różnych pułków francuskich, ale głównie 16 pułku piechoty (16e régiment d'infanterie). W 1914 roku pułk wyruszył na wojnę. Po zakończeniu I wojny światowej – pułk został rozwiązany, a jego koszary przejęła Gwardia Republikańska. W 1944 roku koszary zajęły oddziały Francuskich Sił Wewnętrznych z gór Forez. W 1946 roku Koszary de Vaux zajęła żandarmeria.
W 1980 roku kompleks koszarowy został zburzony, a na jego miejscu powstał – „parc Comtes de Forez” – zespół budynków w których znajduje się poczta, żandarmeria, dom opieki oraz kilka nowoczesnych budynków mieszkaniowych.

## Opis
Z Koszar de Vaux pozostała jedynie brama z XVIII wieku, pawilony wejściowe i wieżyczka strażnicza umiejscowiona w narożniku muru otaczającego koszary. Pomnik wojenny, niegdyś przylegający do bramy, został przeniesiony do ogrodu Allard. Brama Koszar de Vaux to piękny przykład wojskowej sztuki zdobniczej za panowania Ludwika XV. Portal wejściowy nakrywa tylny łuk zwany Saint-Antoine, który chroni rzeźbiony tympanon. Zdobią je trofea wojenne: sztandary, fałdy liktorskie, tarcze, pióropusze otaczające herb królewski zwieńczony baldachimem. Dwie wartownie są pokryte dachem z dachówek szylkretowych. Dachy wartowni opierają się o ściany po obu stronach bramy. Ściany bramy są przecięte dwoma pilastrami i wystającym gzymsem. Zostały przedłużone dwoma wklęsłymi ścianami również ujętymi pilastrami.
Posągi umieszczone na gzymsie ściany bramy, rozmieszczone po obu stronach wejścia, przedstawiają odpoczywających Marsa i Minerwę. Na szczytach ścian, nad pilastrami umieszczono rzeźby dwójki dzieci grających na bębnach, a na końcach każdej wklęsłej ściany rzymskie panoplia. 
Brama Koszar de Vaux została odrestaurowana w 1984 roku